# Vivasvat

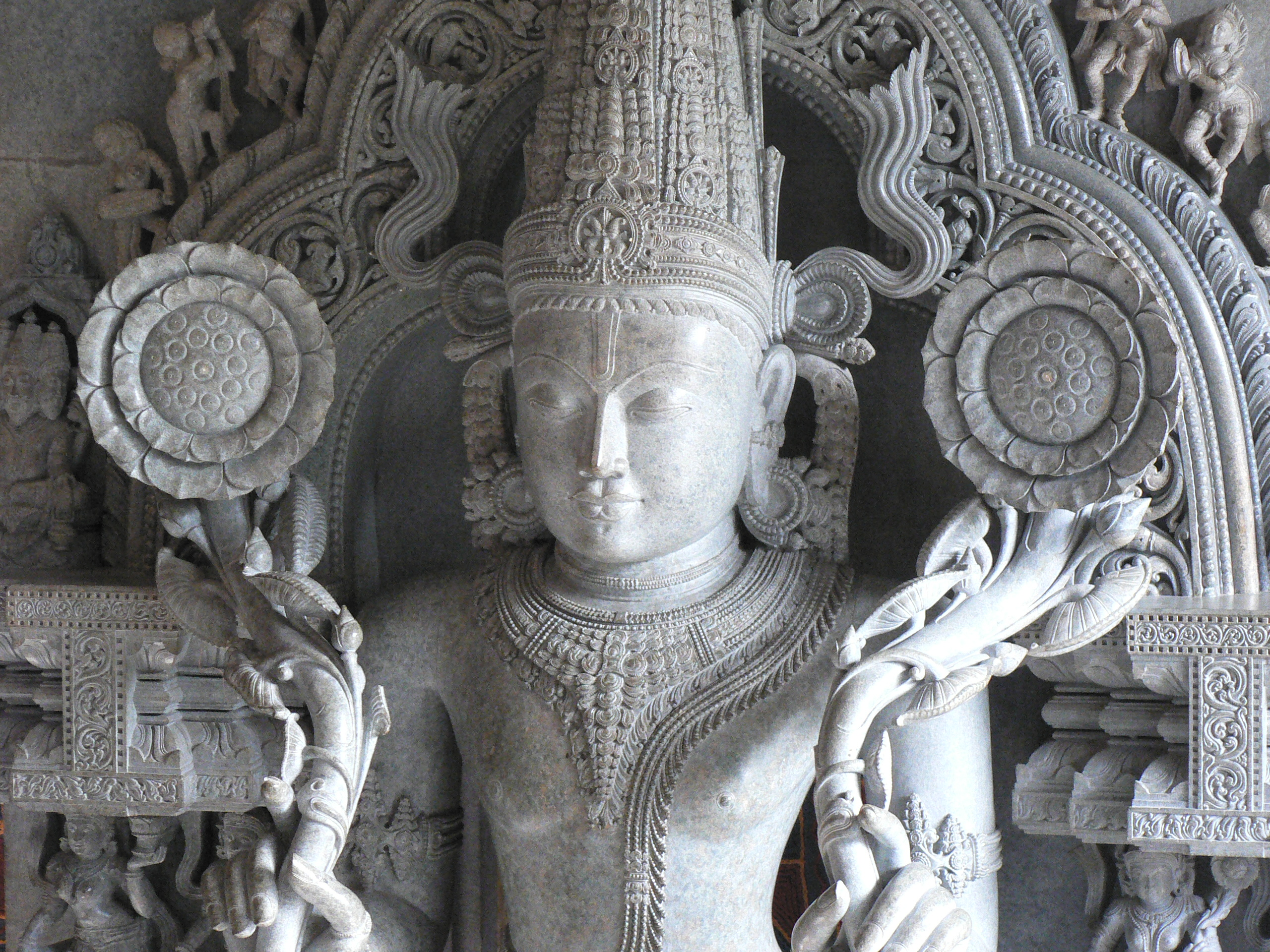
Vivasvat / Surya

Vivasvat (Sanskrit विवस्वत् Vivasvat m. »Aufleuchtender«) ist ein vedischer Gott, der schon früh mit dem Sonnengott Surya verschmolzen ist. Auf sein Geheiß brachte sein Bote Matarishvan das Feuer vom Himmel zu den Menschen.

## Mythos
Vivasvat ehelichte Sanjna oder Saranyu, die Tochter von Tvashtri und wurde durch sie Vater von Yama, und von Manu Vaivasvat. Weil Sanjna die Gluthitze des Vivasvat nicht länger ertrug, fertigte sie ein identisches Ebenbild von sich an, das sie Chaya („Schatten“) nannte und setzte dieses an ihre Stelle und floh danach in Gestalt einer Stute. Vivasvat, der den Tausch nicht bemerkte, hatte mit Chaya drei Kinder: den Manu Savarni, Shani und die Flussgöttin Tapati. Nachdem er die Täuschung durchschaut hatte, verwandelte er sich in einen Hengst und näherte sich der in eine Stute verwandelten Sanjna und zeugte pferdegestaltig die beiden Ashvins.

## Indoiranischer Ursprung
Im iranischen Avesta ist Vivanhvant der Vater des Urkönigs Yima und gilt als erster Presser des Haoma, eines kultischen Getränks, das identisch ist mit dem altindischen Soma.